# エミリオ・フロレス・マルケス
エミリオ・フロレス・マルケス（Emilio Flores Marquez、1908年8月8日 - 2021年8月12日）は、プエルトリコの長寿の男性。2021年6月30日より世界最高齢の男性としてギネス世界記録に認定されており、年齢に確証がある男性としては世界最後の1908年生まれとなった。

## 来歴
1908年8月8日、11人兄弟の次男として生まれる。次男として家事や兄弟の世話を手伝い、若い頃から家業であるサトウキビ農園で働いた。
その後も農業に従事し、アンドレア・ペレスと結婚。彼女との間に4人の子どもをもうけた。
2010年、75年間連れ添った妻・アンドレアが死去。その後はラス・ピエドラスの住宅で2人の子どもの世話を受けながら生活し、ギネス世界記録認定時までに5人の孫と5人のひ孫に恵まれた。
2021年6月30日、112歳326日で世界最高齢男性としてギネス世界記録に認定。認定時、エミリオは聴力を殆ど失っている状態で、101歳の時にペースメーカーを埋め込む手術を行っていたが、健康状態は良好であったという。また、認定に際したインタビューで「（長寿の秘訣は）腹を立てないこと」「幸せに生きるためにはたくさんの愛情と、怒りのない生き方をすること」などと語った。
同年8月12日、トルヒーヨ・アルトで113歳4日で死去した。